# Freelance (Prozessleitsystem)
Freelance ist der Name eines Prozessleitsystems von ABB. Es wird zur Automatisierung verfahrenstechnischer Prozesse verwendet. Freelance ist in verschiedenen Prozessindustrien im Einsatz. Tausende von Anwendungen wurden mit dem Prozessleitsystem automatisiert, womit es zu den weiter verbreiteten Prozessleitsystemen zählt.
Freelance wird als kompaktes Prozessleitsystem bezeichnet. Sein Funktionsumfang ist auf Standardanwendungen für Prozessleitsysteme zugeschnitten.

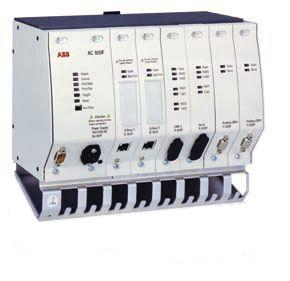
AC 800F Controller

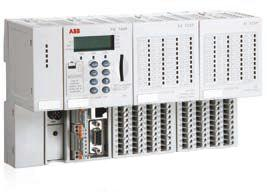
AC 700F Controller

## Systemarchitektur
Das Prozessleitsystem (PLS) Freelance zählt zu den Einbussystemen. Bei Einbussystemen werden alle prozessnahen Komponenten (PNK), benutzernahen Komponenten (BNK) bzw. Anzeige und Bedienkomponente (ABK) und weitere Teilnehmer an einen Bus angeschlossen. Der Systembus bei Freelance basiert auf Ethernet und ist optional redundant ausführbar.
Der Control Builder F ist das Engineering-Programm des PLS. In diesem Werkzeug sind die Editoren für die Anwender-Programm-Sprachen der IEC 61131-3 (bzw. EN 61131-3), die Anlagenvisualisierung für DigiVis, Offline- und Online-Konfiguration bzw. -Programmierung sowie Hardware- und Feldbus-Management enthalten. Dadurch kann innerhalb einer durchgängigen Umgebung und Datenbank-Ablage das gesamte Engineering gehandhabt werden.
DigiVis ist die Standardbedienoberfläche von Freelance. Sie bietet z. B. folgende Visualisierungsoptionen: Prozess-Fließbilder, Systemdiagnose, Kurvenbilder, bedienbereichspezifischer Alarmseiten, Ablaufsteuerungsbilder, Berichte/Protokolle und Datenarchivierung. Auch können Benutzergruppen mit unterschiedlichen Rechten eingerichtet werden. Ebenfalls können in der DigiVis-Station Daten wie Trends oder Protokolle gespeichert bzw. archiviert werden.
Der Controller AC 700F ist die kleinste PNK des Systems und hat in etwa die Leistung einer kleinen Speicherprogrammierbare Steuerung (SPS). Über seine max. 8 lokalen E/A-Baugruppen können bis zu 256 digitale oder bis zu 128 analoge Prozesssignale angeschlossen werden. Über die Profibus-Schnittstelle lassen sich z. B. Remote-Ein-Ausgabe-Baugruppen, Motoren und Antriebe oder andere intelligente Feldbusgeräte anschließen. Darüber hinaus sind die Kommunikationsprotokolle Modbus, Modbus TCP und die Fernwirkprotokolle IEC 60870-5-101 und 60870-5-104 verfügbar.
Der Controller AC 800F ist eine weitere PNK des Systems. Er verfügt über keine lokalen E/A-Baugruppen, stattdessen verarbeitet der Controller Prozess- und Diagnosedaten von bis zu 4 Feldbus Gateways. Die Schnittstellen sind Profibus DPV1 und Foundation Fieldbus HSE (siehe Fieldbus Foundation). Auch serielle Schnittstellen (Modbus, CAN-Bus und Fernwirkprotokoll IEC 60870-5-101) können eingebaut werden. Bei den meisten Bus-Protokollen kann der AC 800F nur als Master eingesetzt werden. Für den Anschluss an den Systembus wird 1 Ethernetschnittstelle verwendet. Eine 2. Ethernet-Schnittstelle dient als Sync-Verbindung zu einem optional redundant installierten Controller. Darüber hinaus sind das Ethernet-Kommunikationsprotokoll Modbus TCP und das Fernwirkprotokoll 60870-5-104 verfügbar.
Der Controller AC 900F ist die neueste und leistungsfähigste PNK des Systems und bietet mehr Leistung und volle Kompatibilität zu allen Digimatik / Freelance Vorgänger-Versionen – d. h. alle für die Vorgänger-Versionen geschriebenen Anwenderprogramme laufen auch auf dem AC 900F. Über seine max. 10 lokalen E/A-Baugruppen können bis zu 320 digitale oder bis zu 160 analoge Prozesssignale angeschlossen werden. Für den Anschluss an den Systembus wird 1 der 4 Ethernet-Schnittstellen auf dem Controller verwendet. Eine 2. Ethernet-Schnittstelle dient als Sync-Verbindung zu einem optional redundant installierten Controller. Der AC 900F verarbeitet zusätzlich Prozess- und Diagnosedaten von bis zu 2 Profibus DPV1 Feldbus Gateways. Darüber hinaus sind die Kommunikationsprotokolle Modbus, Modbus TCP und die Fernwirkprotokolle IEC 60870-5-101 und 60870-5-104 verfügbar.
Die ältesten PNK sind die Rack-CPUs DCP10 oder DCP02 mit den entsprechen lokalen und dezentralen E/A-Baugruppen. Diese Einheiten verfügen über systemspezifische Feldbusse, die durch Standards wie Profibus oder Foundation Fieldbus HSE (siehe Fieldbus Foundation) abgelöst wurden.
Ebenfalls können verschiedene Server, z. B. OPC-Server, zur Kommunikation mit der Office Welt, zur Datenarchivierung oder auch als Schnittstelle zu anderen, übergeordneten Systemen wie MES eingesetzt werden.

## Geschichte
1994 wurde Freelance von Hartmann & Braun unter dem Namen "Digimatik" in Deutschland und Europa auf den Markt gebracht. Digimatik war das erste dezentrale Automatisierungssystem, das sowohl die Erstellung der Automatisierungsprogramme gemäß IEC 61131-3 für ein oder mehrere Controller, sog. Prozessstationen als auch die Erstellung der Bedienoberfläche (Grafik-, Trend-, Ablaufketten-, Übersichts-, Gruppen- und Einblendbilder, Schicht- und Bedienprotokolle, Prozessalarme, Systemdiagnose) für ein oder mehrere PC-basierte Bedienplätze, sog. Leitstationen in nur einem Engineering-Werkzeug basierend auf nur einer systemweiten, durchgängigen Datenbank integrierte.
Die Entwicklung des Systems lässt sich am besten entlang seiner Versionen verfolgen. Die Aufzählung gibt nur einen generellen Überblick und geht nicht auf alle Details ein.

### Version 1
Digimatik wird 1994 auf den Markt gebracht und zur Automatisierung kleiner und mittlerer Anwendungen in der Prozessindustrie eingesetzt. Die Software für das Engineering (= die Erstellung der Automatisierungsprogramme gemäß IEC 61131-3 für ein oder mehrere Controller, sog. Prozessstationen sowie die Erstellung der grafischen Bedienoberfläche) heißt DigiTool, die Software für die PC-basierten Bedienplätze heißt DigiVis.

### Version 2
Das Betriebssystem für die PCs ist immer noch Microsoft Windows for Workgroups 3.11. DigiTool und DigiVis können auf demselben PC betrieben werden – aber nicht parallel, da WfW 3.11 Multitasking nicht unterstützt.

### Version 3.1 bis 3.3
Digimatik wird im Zuge der globalen Markteinführung in Freelance 2000 umbenannt. Die wichtigste Neuerung ist die Controller-Redundanz, die mit dem Controller-Modul DCP10 eingeführt wurde. Neben neuen Ein-/Ausgabe-Baugruppen mit neuen Funktionen und mehr Leistung wird auch die Funktionalität von DigiTool und DigiVis erweitert. Ab Version 3.3 können bis zu 10 Controller und 10 PC-basierten Bedienplätze zum Einsatz kommen.

### Version 4.1
Anwenderdefinierte Funktionsbausteine werden eingeführt. Ein OPC-Server für die Kommunikation z. B. mit Microsoft-Office-Applikationen löst den DDE-Server ab. Als PC-Betriebssystem kommt Microsoft Windows NT 4.0 zum Einsatz. Damit können DigiTool und DigiVis nun auch gleichzeitig auf demselben PC betrieben werden.

### Version 5.1 und 5.2
Zusammen mit dem sog. Field Controller, dem Vorläufer des heutigen AC 800F, werden die Feldbusstandards Profibus DP V1 und Foundation Fieldbus zur Ankopplung von Remote-Ein-/Ausgängen und von intelligenten Feldgeräten, Motoren und Antrieben eingeführt / verfügbar. Das PC-Betriebssystem wird Windows 2000. Der DigiTool-Editor für Funktionsbausteinsprache-Programme (FBS-Programme) wird erweitert. Ausgewählte Binärsignale können mit Zeitstempel in hoher Auflösung in der korrekten zeitlichen Reihenfolge protokolliert werden. Der Freelance Select Controller wird als Starter-Kit in die Feldbustechnik eingeführt.

### Version 6.1 und 6.2
Der Field Controller und auch Profibus DP V1 und Foundation Fieldbus sind optional redundant ausführbar, die Systemgrenzen werden erweitert, ein Trendserver wird eingeführt, True Colour Auflösung und die FDT/DTM-Technologie werden unterstützt. Darüber hinaus wird ein neues Batch Management Tool eingeführt. Mit der Version 6.2 wird der Field Controller in AC 800F umbenannt und in ABBs IndustrialIT-Controller-Familie integriert. DigiTool wird als Control Builder F (CBF) in die EngineerIT Suite überführt.

### Version 7.1 und 7.2
Die Installationsprozedur für die System-Software wurde überarbeitet und nochmals vereinfacht. Ein komplettes System (CBF + DigiVis) kann auf einem PC in ca. 10 Minuten installiert werden. Ein weiteres leistungsstärkeres Controller-Modul für den AC 800F Controller (16 MB) wird eingeführt. Der Standard FDT 1.2 wird nun ebenfalls unterstützt. Die HART-Funktionalität wird erweitert. Die Funktionalität und Leistung von DigiVis wird erweitert und unterstützt 2 Bildschirme an einem PC. Mit der Version 7.2 wird Freelance 2000 in IndustrialIT Prozessleitsystem Freelance 800F umbenannt. Die Kurzbezeichnung ist Freelance 800F.

### Version 8.1 und 8.2
Die Oberfläche von DigiVis wird modernisiert sowie erweiterte Diagnosemöglichkeiten und die ABB "Aspect Object" -Technologie für eine einfache und schnelle Navigation eingeführt. Ab dieser Version werden für DigiVis und CBF das Betriebssystem Windows XP Professional und für den OPC-Server das Betriebssystem Windows 2003 Server unterstützt.

### Version 9.1 und 9.2
Die Installationsprozedur wurde weiter vereinfacht, und ein komplettes System (CBF + DigiVis) kann auf einem PC in ca. 5 Minuten installiert werden. Der Controller AC 700F für Anwendungen typisch bis 250 Ein-/Ausgänge und das Informations Management Tool PGIM 800F werden eingeführt. Neu ist ein integrierter OPC-Tunnel mit hohem Datendurchsatz speziell für den OPC-Trendserver und für DigiVis. Damit sind auch 3rd party OPC-Server in der Lage, sehr effizient OPC-Daten nach DigiVis zu kommunizieren, dort darzustellen und zu alarmieren. Darüber hinaus integriert DigiVis nun auch Reports auf Basis von MS Excel. Ab der Version 9.2 SP1 kann nun auch Windows 7 Professional (32 bit) für CBF und DigiVis eingesetzt werden.

### Version Freelance 2013
Der neue Name orientiert sich an dem Jahr der Einführung. Der Anwender kann im Freelance Engineering nun mehrere Fenster gleichzeitig darstellen und editieren. Das Engineering wird damit nochmals deutlich effizienter. Das neue Controller-Modul AC 900F bietet 100 % mehr Leistung und 100 % Kompatibilität zu allen Digimatik / Freelance Vorgänger-Versionen – d. h. alle für die Vorgänger-Versionen geschriebenen Anwender-Programme laufen auch auf dem AC 900F. Darüber hinaus werden für die Controller AC 700F und AC 900F das Kommunikationsprotokoll Modbus TCP und das Fernwirkprotokoll IEC 60870-5-104 neu eingeführt. Für den Controller AC 800F wurde dieses Protokoll mit dem Service Pack 1 im November 2014 implementiert.

### Version Freelance 2016
Es gibt nun zwei Ausführungen für die CPU des AC 900F: PM 902F (Standard) und PM 901F (Lite). Die Lite-Version is für kleinere Applikationen ausgelegt und unterstützt max. 400 I/Os. Ein neues CAN-Bus-Modul ist nun für den AC 900F verfügbar, welches als Schnittstelle zu älterer Freelance Rack I/O dient. Des Weiteren bietet AC 900F ein neues Profibusschnittstellenmodul CI 930F, welches über zwei SUB-D-Stecker verfügt. Das neue Profibusschnittstellenmodul CI 773F ist das Nachfolgeprodukt von CM 772F und kann für AC 900F und AC 700F verwendet werden. Jetzt stehen redundante Ethernet-Netzwerke für alle Engineering-
und Bedienerstationen und sogar für nicht redundante AC 900F Controller zur Verfügung, was zu noch besserer Verfügbarkeit des Systems und damit der Produktionsanlage beiträgt. Auch für die Bedienerschnittstelle, die jetzt nicht mehr DigiVis, sondern Freelance Operations heißt, gibt es nun eine Lite-Version.

### Version Freelance 2019
Freelance 2019 bringt Verbesserungen in den Bereichen Skalierbarkeit, Benutzerfreundlichkeit, Konnektivität, Kompatibilität und Sicherheit. Die neue Plus Version der CPU, das Prozessormodul PM 904F, erweitert die Standardversion, das Prozessormodul PM 902F. Es unterstützt bis zu vier Kommunikationsschnittstellen für PROFIBUS oder CAN sowie mehr Anwendungsspeicher. Vier eingebaute und frei konfigurierbare Ethernet-Ports unterstützen die Systembus-Redundanz, Modbus TCP/IP, Senden und Empfangen von UDP oder TCP und das IEC 60870-5-104-Telecontrol-Protokoll. Zwei serielle Anschlüsse unterstützen das Modbus RTU/ASCII- oder das IEC 60870-5-101-Telecontrol-Protokoll.

## Anwendungsgebiete
Freelance wird von ABB als Prozessleitsystem für kleine bis mittlere Anwendungen in der Prozessindustrie und im sogenannten Hybridmarkt angeboten. Der Hybridmarkt zeichnet sich durch Anwendungen aus, die Elemente der Prozessautomatisierung und auch der Fertigungsautomatisierung beinhalten, wie z. B. eine Chemieproduktion mit nachgelagerter Verpackung. Damit liegt Freelance in der Anwendung zwischen verschiedenen SPS Produkten und dem Prozessleitsystem System 800xA von ABB. Durch Schnittstellen zu dem größeren und umfangreicheren Prozessleitsystem System 800xA, kann eine Freelance Installation mit System 800xA Komponenten erweitert oder bei Bedarf in System 800xA integriert werden.
Kleine bis mittlere Anwendungen liegen bei Prozessleitsystemen zwischen wenigen 100 und einigen 1000 Prozesssignalen von oder zu den Feldgeräten. Durch den kleinen Controller AC 700F hat sich die Skalierbarkeit des Systems für kleine Anwendungen erweitert. Mit dem AC 700F werden speziell Automatisierungslösungen, die bisher von SPSen übernommen wurden, realisiert. Ein besonderer Fall sind SPS-basierte Lösungen, die gemeinsam mit einem Freelance System in einer Anlage installiert sind. Diese SPSen können durch den AC 700F Controller ersetzt werden. Dadurch werden diese einzelnen Automatisierungslösungen in eine durchgängige Programmier-, Bedienungs- und Diagnoseplattform integriert.
Freelance wird beispielsweise in folgenden Anwendungen eingesetzt: Chemische und pharmazeutische Anlagen, Blockheizkraftwerke und Windparks, Lebensmittel-, Zementherstellung und Tagebau, Metallgewinnung und Glashütten. Eine Spezialisierung des Systems auf bestimmte Branchen liegt nicht vor.
Als kompaktes Leitsystem wird es auch zu Ausbildung von Ingenieuren oder staatlich geprüften Technikern, die sich mit Prozessautomation beschäftigen, eingesetzt. So kann es für Übungen mit Inhalten wie Profibus-Kommunikation, Prozessvisualisierung oder Regelungstechnik verwendet werden.